# Tom et Jerry et le Dragon perdu
Pour les articles homonymes, voir Tom et Jerry (homonymie).
Pour plus de détails, voir Fiche technique et Distribution.
Tom et Jerry et le Dragon perdu (Tom and Jerry: The Lost Dragon) est un long-métrage d'animation américain de Spike Brandt et Tony Cervone, sorti en 2014. 

## Synopsis
Alors qu'ils se poursuivent comme toujours dans une forêt, Tom et Jerry trouvent un œuf abandonné. Quand il éclot, un petit dragon en sort. Le duo d'amis va devoir retrouver la mère…

## Fiche technique
- Titre original : Tom and Jerry: The Lost Dragon
- Titre français : Tom et Jerry et le Dragon perdu
- Réalisation : Spike Brandt et Tony Cervone
- Scénario : Brian Swenlin
- Montage : Kyle Stafford
- Musique : Michael Tavera
- Production : Spike Brandt et Tony Cervone
- Coproduction : Alan Burnett
- Production exécutive : Sam Register
- Société de production : Warner Bros. Animation, Turner Entertainment
- Société de distribution : Warner Home Video
- Pays de production :  États-Unis
- Langue originale : anglais
- Genre : dessin animé
- Durée : 65 minutes
- Dates de sortie :
  - États-Unis : 27 juillet 2014

## Distribution

### Voix originales
- Kelly Stables : Athena, Puffy
- Vicki Lewis : Drizelda
- Jim Cummings : Kaldorf
- Laraine Newman : la femme de l'elfe Elder
- Jonny Rees : Tin
- Jess Harnell : Pan
- Richard McGonagle : Alley
- Wayne Knight : l'elfe Elder
- Dee Bradley Baker : Buster, l'enfant elfe

### Voix françaises
- Marie Giraudon : Athena
- Vincent Grass : Galdorf
- Brigitte Virtudes : Drizelda
- Évelyne Grandjean : la femme du chef du village
- Paul Borne : le boulanger
- Jean-Claude Donda : le chef du village
- Marie Espinosa : Athena jeune
- Barbara Beretta, Prisca Demarez : chants